# Bernd Heidenreich

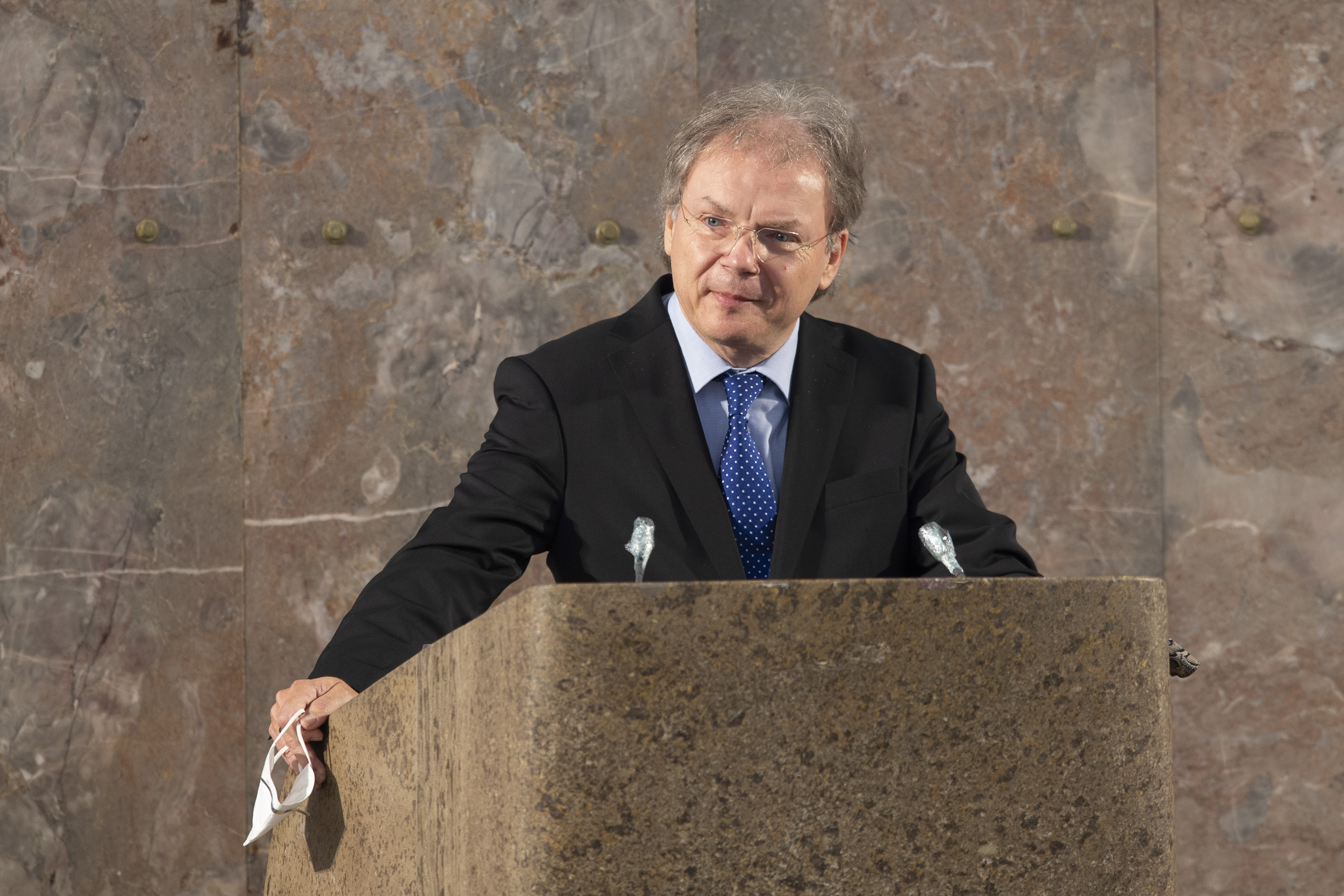
Bernd Heidenreich (2020)

Bernd Heidenreich (* 29. April 1955 in Frankfurt am Main) ist ein deutscher Historiker und Politiker (CDU). Von 2003 bis 2017 war er Direktor der Hessischen Landeszentrale für politische Bildung.

## Leben
Heidenreich entstammt einer Frankfurter Beamtenfamilie. Nach dem Abitur 1976 an der Ziehenschule in Frankfurt am Main studierte Heidenreich von 1977 bis 1981 Geschichte und Germanistik an der Johann Wolfgang Goethe-Universität Frankfurt am Main. Er legte beide Staatsexamina (1981 und 1983) für das höhere Lehramt ab und wurde 1985 bei Dieter Kimpel (Neuere deutsche Literaturwissenschaft) am Institut für deutsche Sprache und Literatur II mit der Dissertation Sophie von La Roche – eine Werkbiographie zum Dr. phil. promoviert.
1987 wurde Heidenreich Grundsatzreferent der CDU-Fraktion im Hessischen Landtag in Wiesbaden. Zuletzt war er Regierungsdirektor. 1992 übernahm er die Ständige Vertretung des Direktors der Hessischen Landeszentrale für politische Bildung (Leitender Regierungsdirektor). 2003 wurde er selbst Direktor der Landeszentrale. Von 2001 bis 2009 war er Frankfurter CDU-Stadtverordneter. Seit 2009 ist er (ehrenamtliches) Mitglied des Magistrats der Stadt Frankfurt am Main. Er wird dem wirtschaftsliberalen Flügel seiner Partei zugerechnet und ist Mitglied der Mittelstands- und Wirtschaftsvereinigung der CDU/CSU.
Heidenreich gab etliche Werke zur historischen und politischen Landeskunde Hessens heraus. Er ist 2.  Vorsitzender der Frankfurter Historischen Kommission, Mitglied der Hessischen Historischen Kommission Darmstadt, der Kommission zur Erforschung der Vorgeschichte und Geschichte des Parlamentarismus in Hessen, Vorstandsmitglied der Gesellschaft für Frankfurter Geschichte e. V. sowie Familiare des Deutschen Ordens.
Heidenreich war gemeinsam mit seinem evangelischen Kollegen Rudolf Kriszeleit Aufsichtsratsvorsitzender des Trägervereins des Dritten Ökumenischen Kirchentag 2021 in Frankfurt am Main.
Heidenreich ist verheiratet und Vater von zwei Kindern.

## Auszeichnungen
- 2009 Römerplakette in Gold der Stadt Frankfurt
- 2015 Goethe-Plakette des Hessischen Ministeriums für Wissenschaft und Kunst
- 2017 Hessischer Verdienstorden
- 2022 Bundesverdienstkreuz am Bande
- 2022 Georgsplakette des Bistums Limburg

## Schriften (Auswahl)
- Sophie von LaRoche – eine Werkbiographie (= Frankfurter Hochschulschriften zur Sprachtheorie und Literaturästhetik. Band 5). Lang, Frankfurt am Main u. a. 1986, ISBN 3-8204-8959-2 (Zugleich: Dissertation, Universität Frankfurt am Main 1985).
- mit Konrad Schacht (Hrsg.): Hessen – eine politische Landeskunde (= Schriften zur politischen Landeskunde Hessens. Band 1). Kohlhammer, Stuttgart u. a. 1993, ISBN 3-17-012581-8.
- mit Werner Wolf (Hrsg.): Der Weg zur stärksten Partei 1945–1995. 50 Jahre CDU Hessen. Verlag Wissenschaft und Politik, Köln 1995, ISBN 3-8046-8827-6.
- mit Konrad Schacht (Hrsg.): Hessen – Gesellschaft und Politik (= Schriften zur politischen Landeskunde Hessens. Band 2). Kohlhammer, Stuttgart u. a. 1995, ISBN 3-17-013169-9.
- mit Konrad Schacht (Hrsg.): Hessen – Wahlen und Politik (= Schriften zur politischen Landeskunde Hessens. Band 3). Kohlhammer, Stuttgart u. a. 1996, ISBN 3-17-013604-6.
- mit Klaus Böhme (Hrsg.): Hessen – Verfassung und Politik (= Schriften zur politischen Landeskunde Hessens. Band 4). Kohlhammer, Stuttgart u. a. 1997, ISBN 3-17-014923-7.
- (Hrsg. mit Klaus Böhme): „Einigkeit und Recht und Freiheit“. Die Revolution von 1848/49 im Bundesland Hessen. Westdeutscher Verlag, Opladen 1999, ISBN 3-531-13383-7.
- (Hrsg.) Geist und Macht. Die Brentanos. Westdeutscher Verlag, Opladen u. a. 2000, ISBN 3-531-13477-9.
- (Hrsg. mit Klaus Böhme): Hessen – Geschichte und Politik (= Schriften zur politischen Landeskunde Hessens. Band 5). Kohlhammer, Stuttgart u. a. 2000, ISBN 3-17-016323-X.
- (Hrsg. mit Walter Mühlhausen): Einheit und Freiheit. Hessische Persönlichkeiten und der Weg zur Bundesrepublik Deutschland. Westdeutscher Verlag, Wiesbaden 2000, ISBN 3-531-13480-9.
- (Hrsg. mit Frank-Lothar Kroll): Macht oder Kulturstaat? Preußen ohne Legende. Berlin Verlag Arno Spitz, Berlin 2002, ISBN 3-8305-0267-2.
- (Hrsg.) Politische Theorien des 19. Jahrhunderts. Konservatismus, Liberalismus, Sozialismus. Akademie-Verlag, Berlin 2002, ISBN 3-05-003682-6 (Digitalisat).
- (Hrsg. mit Frank-Lothar Kroll): Theodor Fontane – Dichter der deutschen Einheit. BWV, Berlin 2003, ISBN 3-8305-0295-8.
- (Hrsg. mit Ewald Grothe): Die Grimms – Kultur und Politik. Societäts Verlag, Frankfurt am Main 2003, ISBN 3-7973-0852-3. 2. Aufl. 2008.
- (Hrsg. mit Klaus Böhme): Hessen – Land und Politik (= Schriften zur politischen Landeskunde Hessens. Band 6). Kohlhammer, Stuttgart 2003, ISBN 3-17-017406-1.
- (Hrsg.): Hessen – Kultur und Politik. Die Bibliotheken (= Schriften zur politischen Landeskunde Hessens. Band 7). Kohlhammer, Stuttgart 2005, ISBN 3-17-018613-2.
- (Hrsg. mit Hans-Christof Kraus, Frank-Lothar Kroll): Bismarck und die Deutschen. BWV, Berlin 2005, ISBN 3-8305-0939-1.
- (Hrsg. mit Frank-Lothar Kroll): Wahl und Krönung. Societäts Verlag, Frankfurt am Main 2006, ISBN 978-3-7973-0945-7.
- (Hrsg. mit Eckhart G. Franz): Kronen, Kriege, Künste. Das Haus Hessen im 19. und 20. Jahrhundert. Societäts Verlag, Frankfurt am Main 2009, ISBN 978-3-7973-1142-9.
- (Hrsg. mit Sönke Neitzel): Medien im Nationalsozialismus. Schöningh, Paderborn 2010, ISBN 978-3-506-76710-3.
- (Hrsg. mit Gerhard Göhler): Politische Theorien des 17. und 18. Jahrhunderts. Staat und Politik in Deutschland. von Zabern, Darmstadt u. a. 2011, ISBN 978-3-8053-4327-5.
- (Hrsg. mit Sönke Neitzel): Das Deutsche Kaiserreich 1890–1914. Schöningh, Paderborn u. a. 2011, ISBN 978-3-506-77168-1.
- (Hrsg. mit Angelika Röming): Das Land Hessen. Geschichte – Gesellschaft – Politik. Kohlhammer, Stuttgart 2014, ISBN 978-3-17-023259-4.
- (Hrsg. mit Evelyn Brockhoff, Anne Bohnenkamp-Renken und Wolfgang Bunzel): Die Brentanos – eine romantische Familie? Henrich Druck u. Medien, Frankfurt am Main 2016, ISBN 978-3-943407-69-3.